# Erik Bent Hansen
Erik Bent Hansen (14. december 1927 i København – 14. maj 2002) var en dansk professor og dr.techn.
Hansen var søn af afdelingsleder Edvard Hansen (død 1959) og hustru Anna f. Olsen (død 1970), blev student fra Metropolitanskolen 1946 og cand.polyt. 1954 samt lic.techn. 1958. 
Han var ingeniør hos Haldor Topsøe A/S, rådgivende ingeniører 1958-60, research associate ved Courant Institute of Mathematical Sciences, New York University 1960-61, lektor i anvendt matematik ved Danmarks Tekniske Højskole 1961-65, blev dr.techn. 1965 og professor i anvendt matematik sammesteds fra 1965. Han var censor ved Danmarks Ingeniørakademi fra 1968 og ved Københavns Universitet fra 1970, blev medlem af Akademiet for de Tekniske Videnskaber 1967 og var Ridder af Dannebrog.
Han har skrevet: Studier i asymptotisk diffraktionsteori (disputats, 1965); lærebøger i anvendt matematik; tidsskriftartikler om emner fra matematisk fysik.